# River Shira
River Shira är ett vattendrag i Storbritannien.   Det ligger i kommunen Argyll and Bute och riksdelen Skottland, i den nordvästra delen av landet, 600 km nordväst om huvudstaden London. River Shira ligger vid sjön Dubh Loch.